# Bosque transicional austro-brasileño
Se conoce bajo el nombre de ‘‘bosque transicional austro-brasileño’’ a una unidad geobotánica integrante del ‘‘núcleo Misiones’’, una provincia fitogeográfica del dominio de los bosques secos estacionales neotropicales (BSEN). Reúne en ella a forestas subtropicales caducas y semicaducas —en razón de sufrir en diverso grado una estación seca—, desplegándose por el centro-este del subcontinente sudamericano.

## Distribución
El llamado ‘‘núcleo Misiones’’ se construyó redefiniendo la provincia fitogeográfica paranaense incluyéndole varias formaciones forestales con BSEN; entre estas, algunos tipos de bosques chaqueños le fueron incorporados como una unidad menor (distrito fitogeográfico) bajo el nombre de  ‘‘bosque transicional austro-brasileño’’, el cual se extiende por el centro-sur brasileño, el oriente del chaco paraguayo, y su continuación por el sur en territorio argentino al oeste del eje formado por el bajo río Paraguay y el Paraná Medio.  

## Ecología

### Relieve y suelos
Estos bosques están situados próximos al nivel del mar, en regiones de llanuras casi perfectas, sobre un relieve correspondiente a escarpas y albardones maduros, no inundables (que marginan ríos y humedales), taxonómicamente definidos como Argiudol típico (At). Estos suelos tienden a ser profundos, fértiles, compuestos por materiales finos de tipo loéssico, limosos o arenosos, evolucionados.  

### Clima
Posee un clima semitropical con rasgos monzónicos, específicamente el semiestépico.
Las precipitaciones disminuyen de este a oeste, siendo de más de 1300 mm en las márgenes del río Paraguay. Son escasas en la temporada seca (invierno austral) en contraste con intensas en la temporada calidad y húmeda.  
Térmicamente, acorde a su latitud y altitud, posee veranos muy cálidos e inviernos suaves; en cuanto a mínimas absolutas presenta desde heladas muy suaves y solo en algunos inviernos (riberas del Paraguay) a más frecuentes y algo más intensas hacia el oeste y sur. Los veranos son muy cálidos, con temperaturas máximas absolutas de más de 47 °C.

## Características botánicas generales
El chaco oriental o húmedo consiste en una franja de ancho variable que se extiende a ambos lados y paralela al eje que conforman los ríos Paraná y Paraguay, tanto en la república homónima como en el nordeste de la Argentina y en pequeños sectores del extremo sudeste de Bolivia (en el departamento de Santa Cruz) y sectores fronterizos del estado de Mato Grosso del Sur, en el centro-oeste del Brasil. Posee una vegetación muy heterogénea, la que se presenta como un complejo mosaico donde distintos tipos de bosques crecen formando isletas sobre una matriz de sabanas, pajonales hidrófilos y humedales.
Tradicionalmente las forestas presentes en la región oriental chaqueña fueron relacionadas con las de la porción occidental, ambas tratándolas como distritos de una misma provincia fitogeográfica: la chaqueña (esencia del dominio homónimo), y mayormente concordante con la región geográfica homónima. Sin embargo, ateniéndose a las notables diferencias florísticas entre ambos distritos, la mayoría de los autores referían a estos bosques como una transición entre el dominio fitogeográfico chaqueño y el amazónico.
Paralelamente al estudio de los BSEN, se desarrolló el análisis específico de su penetración en el chaco oriental, haciéndose foco especialmente en la respuesta de la vegetación a las características fisicoquímicas del suelo local ('microzonas'), al acceso a la humedad del mismo, a su elevación microtopográfica (teniendo en cuenta si son alcanzados por las crecidas de los grandes ríos, y de ocurrir, el tiempo que permanecen cubiertos por las aguas), más la adaptación de sus esencias forestales a la incidencia del fuego periódico. Se concluyó que, en lo que respecta a las forestas del chaco oriental “senso lato”, coexisten 2 dominios fitogeográficos: 
- Al dominio chaqueño le corresponden los bosques dominados por el quebracho colorado chaqueño (Schinopsis balansae) —los llamados “monte fuerte” por Morello[13] y ‘‘querbrachal’’ por Lewis—[14] los algarrobales y los “blanquizales” o “gredales” (vegetación de suelos descabezados, limo-arcillosos, impermeables, fuertemente salino-alcalinos), además de otras comunidades no arbóreas como los campos altos de espartillo y chajapé, los bañados y esteros, etc. Todos estos ecosistemas deben ser incluidos en el tradicional distrito chaqueño oriental,[15] ahora “senso stricto”.

- Al dominio de los bosques secos estacionales neotropicales (BSEN) (específicamente a la provincia denominada ‘‘núcleo Misiones’’) pertenecen los bosques que crecen sobre suelos más altos y evolucionados,[16][17] los que en conjunto pasaron a ser denominados como los ‘‘bosques transicionales austro-brasileños’’ (BTAB),[18][11][12] correspondiendo a la formación identificada como ‘‘bosque chaqueño’’ por Lewis,[19] y ‘‘bosque alto’’ por Morello[13] y están integrados por las comunidades forestales caducas o semicaducas sobre albardones fértiles que forman los bosques ribereños,[20][21] los paloamarillales (consocies de Phyllostylon rhamnoides), los urundayzales (consocies de Astronium balansae), etc. Bosques de estas comunidades adscriptas a los BTAB se encuentran en el este de Formosa,[22] y de Chaco,[13] el nordeste de Santa Fe,[23][14][19] continuándose hacia el norte por el oriente del chaco paraguayo[24][25] y el sudoeste, y relacionándose parcialmente con otros más alejados en el sur brasileño,[26] como los de los estados de Mato Grosso del Sur y Río Grande del Sur (en la cuenca del alto río Uruguay).[27]

En la ribera opuesta del Paraná medio se observan bosques similares en el noroeste de Corrientes,
Los BTAB hacia el sur crecen paralelos al río Paraná medio, desde la ciudad de Resistencia (Chaco) hasta la de Las Garzas (departamento General Obligado, Santa Fe), posicionándose sobre el pronunciado escarpe fuertemente erosionado que margina el borde occidental del valle aluvional del Paraná, en sectores con la suficiente altura para no ser nunca alcanzados por las inundaciones de dicho río, ni aun en el caso de los eventos extraordinarios, y que se originaron en antiguos cursos del río Paraguay.

### Especies representativas
En su sector austral los BTAB se presentan como un bosque subtropical semicaduco, no relacionado con los geográficamente próximos bosques chaqueños de la cuña santafesina ni con los selváticos bosques marginales del valle de inundación, a las que someramente habían sido adjuntados.
Este tipo de bosque (localmente denominado ‘‘selva’’ por su frecuencia de lianas y epifitos) posee 3 estratos arbóreos; en los dos más elevados (con ejemplares con alturas de entre 10 y 25 m) dominan fisonómicamente el alecrín (Holocalyx balansae), el higuerón (Ficus luschnathiana), el guayubirá (Patagonula americana), la espina corona (Gleditsia amorphoides), el ombú (Phytolacca dioica), el timbó colorado (Enterolobium contortisiliquum), el mataojos colorado (Pouteria gardneriana), el guabiyú (Eugenia pungens), el ibirá pitá (Peltophorum dubium), el viraró (Ruprechtia laxiflora), etc. Un tercer estrato está integrado por especies de porte inferior a los 10 metros (a los que se suman ejemplares de los estratos anteriores), entre los que se encuentran: Acacia praecox, Carica quercifolia, guayabo colorado (Eugenia cisplatensis), Eugenia uniflora, Sapindus saponaria, Urera baccifera, Sorocea sprucei, el coronillo (Scutia buxifolia), etc.
EI estrato arbustivo (generalmente menor a 4 m de altura) es dominado por el jazmín paraguayo (Brunfelsia australis) y Trichilia elegans. Hay un estrato escandente integrado por abundantes enredaderas y lianas bignoniáceas (que llegan a superar los 10 cm de diámetro), a las que se suma Pisonia aculeata. En el estrato herbáceo destacan los manchones de Ananas sagenaria o de Pharus lappulaceus. En la ribera opuesta (en Corrientes) se encuentran bosques similares, posicionados en las barrancas fluviales de pendiente suave y en las quebradas de los arroyos que las cortan, los que continúan acompañando al Paraná hacia el sur hasta el noroeste de Entre Ríos. 
En las estaciones no inundables ubicadas en el borde del valle del río Paraguay en el oriente de Formosa y Chaco, a las especies anteriores se les agregan la tipa colorada (Pterogyne nitens), el cebil (Anadenanthera colubrina), el palo borracho rosa (Ceiba speciosa),el ambay (Cecropia adenopus), el tatané (Pithecellobium scalare), el allemão (Myracrodruon urundeuva = Astronium urundeuva), el urunday (Astronium balansae), Pilocarpus pennatifolius, Acrostichum aureum, Diplokeleba floribunda, etc. Destaca la total ausencia —o como máximo una presencia anecdótica— de algunos géneros claves en la región chaqueña: Schinopsis, Prosopis, etc.
Al avanzar hacia el norte los bosques de tipo chaqueño así como los BTAB (paranaenses) aumentan su biodiversidad, pero paralelamente se acrecientan tanto las diferencias florísticas como las estructurales que las distinguen entre sí.

## Conservación
En la fitogeografía sudamericana tradicional, los ‘‘bosques transicionales austro-brasileños’’ han permanecido ocultos dentro de otras unidades de vegetación, lo que ha provocado que sus unidades hayan sido particularmente descuidadas en las políticas conservacionistas, tanto gubernamentales como privadas. 
Es fundamental que de manera urgente la importancia fitogeográfica y biológica de estos bosques sea valorizada logrando de este modo que muestras importantes de sus remanentes sean preservadas antes de que desaparezcan, puesto que buena parte de las facies que se asientan sobre terrenos altos y fértiles ya han sido reconvertidos a cultivos de soja, pasturas pecuarias, bananales, etc. 